# Liolaemus coeruleus
Espèce
Statut de conservation UICN

 LC  : Préoccupation mineure
Liolaemus coeruleus est une espèce de sauriens de la famille des Liolaemidae.

## Répartition
Cette espèce se rencontre entre 1 500 et 2 100 m d'altitude au Chili et en Argentine.

## Description
C'est un saurien ovipare.

## Publication originale
- Cei & Ortiz-Zapata, 1983 : Descripcion de uno nueva especie de lagarto Liolaemus coeruleus n. sp. para Argentina (Sauria, Iguanidae). Boletin de la Sociedad de Biología de Concepción, vol. 54, p. 35-41 (texte intégral).